# Paula Trapani
Paula Trápani (Buenos Aires, 21 de noviembre de 1970) es una periodista y conductora argentina.

## Carrera
Comenzó en 1992 por Telefe Noticias como cronista de actualidad. En febrero de 1999, debutó como conductora de la edición de mediodía junto a Jorge Jacobson, hasta mediados de 2005, cuando decidió embarcarse en su proyecto Buenos Días, Argentina, un magazine de noticias, moda, espectáculos y cocina.
En 2007, fue convocada por Susana Giménez para participar de El Circo de las Estrellas, un reality con fines solidarios.[cita requerida]
En 2008, fue elegida por Marcelo Tinelli para formar parte de Patinando por un Sueño 2008. Junto a veinte personajes más, resultó primera semifinalista junto a su bailarín Fernando Lupión; fue eliminada por Rocío Marengo.
En 2009, condujo junto al ciclo matutino Mañaneras, un magazine donde se trataban temas de actualidad, moda, cocina, vida cotidiana y noticias, el cual fue emitido por América TV hasta fines de 2010.
En 2012, condujo en cable Día y Medio por Canal 26 junto a Luis Bremer, un ciclo orientado a las noticias, las entrevistas en vivo con invitados especiales y el tratamiento de la actualidad, con columnistas.
En 2013, condujo Cortando la Tarde, segmento informativo de la primera tarde A24, donde compartía conducción con el periodista Martín Ciccioli. En ese ciclo, se debatían y analizaban los temas de actualidad junto a invitados especiales, además de cubrir los principales hechos de la jornada con móviles en vivo y columnistas en estudios.
En 2014, se desempeñó como conductora de Todo en Uno los sábados; en 2016 conducía América Noticias de América TV.
En 2020, fue panelista de Hay que ver por Canal 9.

## Vida personal
Está casada con el economista Sebastián Loketek, con quien tiene tres hijos: Joaquín, Milena y Delfina, nacidos en 2003, 2006 y 2011.

## Trayectoria
- 1992-2005 - Telefe Noticias (Telefe) (Cronista / Conductora).
- 2005 - Buenos días, Argentina (Telefe) (Conductora).
- 2005 - Casados con hijos (Telefe) (Participación especial).
- 2007 - El Circo de las Estrellas (Telefe) (Participante).
- 2008 - Patinando por un sueño (Canal 13) (Participante, semifinalista).
- 2008/2010 - Mañaneras (América TV) (Conductora).
- 2012 - Día y Medio (Canal 26) (Conductora).
- 2013 - Cortando la Tarde (A24) (Conductora).
- 2014 - Todo en uno (A24) (Conductora).
- 2016-2019: América Noticias (América TV)
- 2016 - presente - Construyendo Sueños TV (Magazine) (Conductora).
- 2019 - Nos vemos esta tarde (A24) (Conductora).
- 2020 - Cantando por un sueño (El Trece) (Participante)
- 2020/2021 - Hay que ver (El Nueve) (Panelista).
- 2021/2023 - Nosotros a la mañana (El Trece) (Panelista).
- 2023 - Pasaplatos (El Trece) (Participante).